# Hogna atramentata
Hogna atramentata là một loài nhện trong họ Lycosidae.
Loài này thuộc chi Hogna. Hogna atramentata được Ferdinand Karsch miêu tả năm 1879.